# Merodon eques
Merodon eques är en tvåvingeart som först beskrevs av Fabricius 1805.  Merodon eques ingår i släktet narcissblomflugor, och familjen blomflugor.
Artens utbredningsområde är Algeriet. Inga underarter finns listade i Catalogue of Life.